# سايوارد (كولومبيا البريطانية)
سايوارد (بالإنجليزية: Sayward)‏ هي بلدة تقع في كندا في مقاطعة ستراثكونا. يقدر عدد سكانها بـ 341 نسمة ومساحتها 4.72 كم2 وترتفع عن سطح البحر 30 متر.